# Gustav Sauser
Gustav Sauser (* 15. Juli 1899 in Wels; † 17. Juni 1968 in Innsbruck) war ein österreichischer Professor für Anatomie.

## Leben
Er studierte Pharmazie an der Philosophischen Fakultät der Universität Innsbruck (Mag. pharm. 1922) und danach dort Chemie mit der Dissertation Zur Kenntnis des 1,2 Dimethyl-3-isopropyl-Indol (Dr. phil. 1926). Im Anschluss daran studierte er an der dortigen Medizinischen Fakultät (Dr. med. 1930). Er trat 1920 der AV Austria Innsbruck bei.
Nach Aufenthalten in Wiesbaden und Tübingen sowie einer daran anschließenden Assistententätigkeit am Anatomischen Institut in Innsbruck habilitierte er sich dort mit der Habilitationsschrift Die Architektur der Spongiosa in einem rechten Knochenstumpf nach Pirogow-Günther am 27. Mai 1935 für Anatomie, Histologie und Embryologie. Am 1. Oktober 1936 wurde er als außerordentlicher Universitätsprofessor auf die I. Lehrkanzel für Anatomie an der Medizinischen Fakultät der Universität Wien berufen. 
Am 12. Oktober 1945 nahm der Vater des Theologen Ekkart Sauser und Gustav Christian Sauser einen Ruf als ordentlicher Universitätsprofessor für Histologie und Embryologie an der Medizinischen Fakultät der Universität Innsbruck an. 1946 übernahm er zusätzlich das Anatomische Institut. Beide Institute leitete er bis zu seinem Tod. In den Jahren 1946 bis 1948 war er Dekan der Medizinischen Fakultät und im Studienjahr 1948/49 Rektor der Universität.

## Schriften (Auswahl)
- mit Josef Hofinger und Adolf Haas: Gründungsgeschichte der akademischen Verbindung Austria-Innsbruck und die Füchse des Jahres 1864/65. Innsbruck 1935, OCLC 634873013.
- Die Ötztaler. Anthropologie und Anatomie einer Tiroler Talschaft. Innsbruck 1938, OCLC 780131944.
- Quantitative Cytologie (1945).
- Das Strukturproblem in Chemie und Morphologie (1945).
- Die Geburt des ärztlichen Ethos aus dem Geist der Anatomie. Innsbruck 1948, OCLC 250677585.
- Anleitung zum Präparieren ganzer Leichen (6. Aufl. 1966).
- Grundriß der Histologie des Menschen. 10. Auflage, Innsbruck 1966, OCLC 603326253.